# Іоба
Іоба (фр. Ioba) — одна з 45 провінцій Буркіна-Фасо. Знаходиться в Південно-Західному регіоні, столиця провінції — Дано. Площа Іоба — 3289 км².
Населення станом на 2006 рік — 197 186 осіб.

## Адміністративний поділ
Іоба підрозділяється на 8 департаментів.
| Буркіна-Фасо | Це незавершена стаття з географії Буркіна-Фасо. Ви можете допомогти проєкту, виправивши або дописавши її. |